# Kervin Godon
Kervin Godon (ur. 3 sierpnia 1982) – maurytyjski piłkarz występujący na pozycji pomocnika. Zawodnik klubu Saint-Denis FC.

## Kariera klubowa
Godon karierę rozpoczynał w 2001 roku w zespole AS Port-Louis 2000, z którym w ciągu 4 lat zdobył 4 mistrzostwa Mauritiusa (2002, 2003, 2004, 2005), 2 Puchary Mauritiusa (2002, 2005) oraz 2 Puchary Ligi Maurytyjskiej (2004, 2005).
W 2005 roku przeszedł do reuniońskiego Saint-Denis FC. W tym samym roku dotarł z nim do finału Pucharu Reunionu. W 2012 roku odszedł do innego zespołu z Reunionu, AS Possession. Po sezonie 2012 wrócił do Saint-Denis FC.

## Kariera reprezentacyjna
W latach 2002–2011 w reprezentacji Mauritiusa Godon rozegrał 32 spotkania i zdobył 2 bramki.